# Лобатон, Карлос
Карлос Аугусто Лобатон Эспехо (исп. Carlos Augusto Lobatón Espejo; родился 6 февраля 1980 года в Лиме, Перу) — перуанский футболист, полузащитник. Выступал за сборную Перу.

## Клубная карьера
Лобатон начал карьеру в клубе «Спорт Бойз». В 2000 году он дебютировал в перуанской Примере. Карлос быстро завоевал место в основе, но за три года не выиграв ни одного титула отправился в «Эстудиантес де Медисина». Через полгода Лобатон перешёл в «Университарио», где не выдержав конкуренции по окончании сезона перешёл в «Унион Уараль».
Летом 2003 года Карлос перешёл в «Сьенсиано». С новой командой он Южноамериканский кубок и Рекопу Южной Америки.
В 2005 году Лобатон перешёл в «Спортинг Кристал». В том же году он впервые выиграл чемпионат. В 2012 и 2014 годах Карлос ещё дважды помог клубу завоевать чемпионство. В матчах Кубка Либертадорес против аргентинского «Расинга» и венесуэльского «Депортиво Тачира» Карлос забил три гола.

## Международная карьера
22 мая 2005 года в товарищеском матче против сборной Японии Лобатон дебютировал за сборную Перу.
В 2011 году Карлос принял участие в Кубке Америки в Аргентине. На турнире он сыграл в матчах против сборных Колумбии, Мексики, Венесуэлы, Чили, и дважды Уругвая. В поединке против колумбийцев Лобатон забил свой первый гол за национальную команду. По итогам соревнований Карлос завоевал бронзовую медаль.
В 2015 году Карлос в составе сборной во второй раз стал бронзовым призёром в Кубка Америки в Чили. На турнире он сыграл в матчах против сборных Парагвая, Венесуэлы, Колумбии, Чили и Бразилии.

### Голы за сборную Перу
| #   | Дата         | Место                            | Противник | Счёт | Результат | Соревнование       |
| --- | ------------ | -------------------------------- | --------- | ---- | --------- | ------------------ |
| 01. | 16 июля 2011 | Марио Кемпес, Кордова, Аргентина | Колумбия  | 0:1  | 0:2       | Кубок Америки 2011 |

## Достижения
Командные
 «Сьенсиано»
- Обладатель Южноамериканского кубка — 2003
- Обладатель Рекопа Южной Америки — 2004

 «Спортинг Кристал»
- Чемпионат Перу по футболу — Апертура 2005
- Чемпионат Перу по футболу — 2012
- Чемпионат Перу по футболу — 2014

Международные
 Перу
- Кубок Америки по футболу — 2011
- Кубок Америки по футболу — 2015